# The Famous History of the Life of King Henry the Eight
The Famous History of the Life of King Henry the Eight è un film per la televisione del 1979 diretto da Kevin Billington.
È un film drammatico a sfondo statunitense e britannico con John Stride, Claire Bloom, Ronald Pickup e Timothy West (che conseguì una nomination ai BAFTA nel 1980 come miglior attore). È basato sul dramma storico di William Shakespeare Enrico VIII.

## Produzione
Il film, diretto da Kevin Billington su una sceneggiatura di John Fletcher con il soggetto di William Shakespeare, fu prodotto da Cedric Messina per la British Broadcasting Corporation e la Time-Life Television Productions e girato nell'Hever Castle, nel Leeds Castle e a Penshurst in Inghilterra.

## Distribuzione
Il film fu trasmesso in Gran Bretagna il 25 febbraio 1979 sulla BBC. Negli Stati Uniti fu distribuito con il titolo Henry VIII.